# Nemessányi Sámuel
Nemessányi Nemessányi Sámuel Félix  (Liptószentmiklós, 1837. január 12. – Budapest, 1881. március 5.) magyar hangszerkészítő, vonós hangszerek, pl. hegedű, brácsa, cselló készítője, akit a magyar hegedűkészítő iskola legtehetségesebb és legjelentősebb alkotójaként tartanak számon. Már életében Magyarország legkiválóbb vonóshangszermestereként ismerték el, hangszerei nagy jelentőséggel bírnak a magyarság számára. Élete és munkássága feltűnő párhuzamba állítható Giuseppe Guarneri del Gesù olasz húroshangszer-készítőével.

## A kezdetek
Nemessányi korai életéről nem sokat tudni. Második keresztneve, a Félix egyetlen ismert dokumentumban sem szerepel (házassági vagy születési anyakönyv). Korábban azt feltételezték, hogy Eperjesen, de ma már tudni lehet, hogy valójában egy liptószentmiklósi elszegényedett cipész fiaként született. Apja azt tanácsolta, hogy üvegfúvással foglalkozzon, de ő a fa megmunkálása iránt érdeklődött, így 18 évesen Pestre költözött asztalos- és szekrénykészítő szakra.
Szerencsére a műhely, ahol a tanoncéveit töltötte, nagyon közel volt a neves német hangszerkészítő, Johann Baptist Schweitzer műhelyéhez, ahol találkozott Thomas Zachhal, Schweitzer asszisztensével, aki maga is tehetséges mester volt. 1855 áprilisában Zach, akit lenyűgözött Nemessányi famegmunkáló készsége, inasául fogadta a fiatalembert, aki ezáltal Magyarország leghíresebb hangszerkészítőinél, a legtekintélyesebb hegedűkészítő műhelyében kezdte meg képzését.
Tehetsége figyelemreméltóan fejlődött mentorai irányítása alatt, és rendkívül gyors fejlődésének köszönhetően a szokásos négyéves tanulóidőt mindössze három év alatt sikerült teljesítenie. 1858. május 4-én mentorai tanácsát követve Prágába utazott, hogy találkozzon Antonín Sitt magyarországi születésű hegedűkészítővel, aki maga is Schweitzer tanítványa volt. Sitt műhelyében egy évig volt lehetősége számos finom, régi olasz hangszert megvizsgálni, megjavítani. 22 évesen, mesterként tért vissza Magyarországra.

## Élete derekán
Szegedre költözött, ahol 1861. január 21-én feleségül vette a 18 éves Boldizsár Annát. A városban kedvelték, jövedelmező megrendeléseket kapott. Nyughatatlan karaktere lévén, hamar elégedetlen lett Szeged csendjével. Összeszedte minden szerszámát, és családjával városról városra, például Pécsre költözött, és mindenütt valameddig dolgozott.
Meghívásra még egyszer felpakolta családját, és Pestre költözött, ahol hegedűkészítő hírneve egyre nőtt. 1863. április 4-én kapta meg a Pesti Hangszerkészítő Céh mesteroklevelét és felvették céhtagnak. A (Fehér) Hajó u. 7. szám alá költöztek, amely korábban Franz Tischenant hegedűkészítő tulajdona volt.
A pesti zenei élet rohamosan bővült, így Nemessányinak lehetősége nyílt munkásságának továbbfejlesztésére. Hamarosan jobb helyre költözhetett, a Gránátos u. 4. szám alá, ahol hamarosan túlterhelték a művészek, cigányhegedűsök és jómódú amatőrök javításaikkal és új hangszerrendeléseikkel. Sokat profitált munkájából, de további támogatást kapott apósától is. Nemessányi túlságosan nagylelkű volt, rendszerint szegény barátoknak kölcsönzött pénzt, ami állandó pénzszűkéhez vezetett. Azt a kevés pénzt, ami megmaradt, túlzott borivásra költötte, ami végül is végzete lett.
1870 májusában fiatal felesége meghalt, kalandszeretete és borkedvelése hirtelen megszűnt. Négy gyermekét nagyszüleik vették magukhoz Szegeden. Ebben az időszakban Nemessányi két tanítványt vett fel: Karl Hermann Voigtot és Szepessy Bélát. Voigt csak egy évig maradt nála, nem sokkal később visszatért Bécsbe. Helyére a tehetséges fiatal Bartek Ede érkezett. Nem sokkal később Nemessányi elvette Bartek nővérét, Annát. 1872-ben Szegeden kötöttek házasságot Boldizsárék támogatásával.
Nemessányi friss lendülettel tért vissza munkájához az újonnan egyesült fővárosba, Budapestre. Az új ügyfeleknek gyakran hónapokat kellett várniuk hangszerükre a nagy munkaterhelés miatt. Nemessányi újdonsült felesége elviselhetetlennek találta férje kalandos életmódját, és hamarosan elhagyta két lányukkal. A helyzetet rontotta, hogy Szepessy is távozott, és Bécsbe, Münchenbe, végül Londonba utazott, ahol elsőrangú készítővé és bolttulajdonossá nőtte ki magát. Ha nem lett volna Boldizsár Anna édesanyja, Nemessányi egyedül maradt volna a kétségbeesésében.
Anyósa is Budapestre költözött, és elhozta Nemessányi első házasságából született négy gyermekét. A Hatvani (ma Kossuth Lajos) u. 7. szám alatt béreltek lakást, ő gondoskodott a gyerekekről és a házimunkáról. Nemessányi műhelye ismét virágzott, gyönyörűen berendezett szalonjában Budapest legjobb zenészeit látta vendégül, mint például: Reményi Edét, Huber Károlyt és fiát, a híres csodagyereket, Hubay Jenőt.
Nemessányi pazarlása hamarosan átvette az uralmat nyugodt életén. Az első házasságából származó örökséget elvesztegette, anyósa pedig kénytelen volt visszatérni Szegedre a maradék pénzével és unokáival, hogy jó oktatásban részesüljenek. Nemessányi ismét egyedül maradt. Otthagyta nagy lakását, és Budapest különböző helyeire költözött. Új élettársa Luise, fivére özvegye lett, aki a Nagyfuvaros u. 18. szám alatti házába fogadta be, ahol élelmiszerboltot vezetett. Két közös gyermekük született. Boldizsárékkal kapcsolata hamar rendeződött, és még Bartek Anna is megbocsátotta neki a vargabetűit.

## Korai halála
Korhely életmódja nagyon megviselte egészségét. Túlzott alkoholfogyasztása korai halálához vezetett. Legtermékenyebb időszakának tetőpontján. 1881. március 5-én agyvérzést kapott, az utcán összeesett, és nem sokkal ezután meghalt. Alig volt 44 éves.
Bár egyik fia sem választotta a hegedűkészítést, Nemessányi tanítványait, Szepessy Bélát és Eduard Barteket általában a Nemessányi-vonal 19. század végén és 20. század elején való továbbviteléért tartják számon. Bartek tanította Pilát Pált, aki számos tehetséges inast tanított, köztük Bárány Dezsőt, Reményi Mihályt és Spiegel Jánost, hogy csak néhányat említsünk.
Annak ellenére, hogy Nemessányi felelőtlen, indulatos és időnként hanyag, ugyanakkor kedves és együttérző ember volt, akit mindenki kedvelt. Valóban drámai alakja volt a hegedűkészítés világának, és jókora nyomot hagyott a magyar hegedűkészítő iskolában. Élete feltűnő párhuzamot mutat Giuseppe Guarneri del Gesù életével, aki szintén túlzásba vitte az ivást, és a negyvenes évei elején, karrierje csúcsán halt meg. Nemessányi tehetsége a Guarneri-modellezéssel csak fokozza ezt a tényt.

## Címkék
Korai munkás éveiben kézzel írta címkéit. Már 1863-ban elkezdett nyomtatott címkéket használni. 1871-ben új címkéket rendelt nagyobb betűkkel, de tévedésből „Samueli” felirattal nyomtatták őket. Egyes esetekben törölte a plusz „i”-t, de néhány esetben úgy hagyta. Alkalmanként az „ NS ” márkajelzést használta. A hamisított hegedűkben szinte mindig van márkajelzés, pedig ő alig használta saját hangszereiben.
Címkéi így jelennek meg:
Samuel Nemessányi fecit Pestini, 1874
Samuel Nemessányi fecit ad formam Antonio Stradiuarii Pestini 1865
Csinálta Nemessanyi Samu Pecsen S.N. 1861 II
Nemessányi Sam P. Maggini után Bpesten 1879
Meg kell említeni, hogy vitatott, hogy Nemessànyi valaha is alkotott volna Maggini-modellt.
Nemessányi Samuel fecit ad formam Joseph Guarnerii pestini anno 1879

## Hangszerei
Nemessányi munkái életstílusából adódó hangulatait tükrözték. Amikor kellemetlen ügyfelekkel kellett megküzdenie, vagy depresszióban szenvedett, gyakran alacsonyabb színvonalú munkát végzett; jobb esetben azonban mindenkitől elhatárolódott, és néhány héten belül mesterhangszereket gyártott. Ezeket gyakran a Stradivarius és Guarneri-hangszerekkel mérik össze.
Nemessányi a del Gesù-modellekre specializálódott. Néhány hangszermodellt olyan tökéletesen lemásolt, hogy márka nélküli és felirat nélküli hangszerei gyakran valódi del Gesù és más híres olasz készítők hangszereiként kerültek forgalomba. Emiatt csak csekély számú általa készített hangszer ismert. A valódi Nemessányi által készített hegedűk és csellók kiváló hangszerek, és a 18. és 19. századi hangszerek legjavával összehasonlíthatók. William Henley mondta Nemessányi hangszereiről: „Hangminősége teljesen szimpatikus a bravúros szólistának, nem tompa vagy nem egyenlőtlen vonós, hanem a hangzatos erő és ragyogás pompásan szabad kisugárzása…”
Nemessányinak különleges érzéke volt a faanyagokhoz, hangszereihez mindig gyönyörűen habos jávorfát és sűrű pásztájú lucfenyőt használt. Legjobb minőségű lucfenyőit gyakran 2,2 milliméterre is el tudta vékonyítani a húrláb alatt. Az egyes hangszerek végső formája a felhasznált fa akusztikai tulajdonságaitól függ, ezért szinte minden hangszere eltérő méretekkel rendelkezik. Az is köztudott, hogy kiváló restaurátor volt.
Annak ellenére, hogy Nemessányi legjobb hangszerei szinte teljesen megegyeznek olasz társaikkal, nem önmagában ez keltette azt az illúziót, hogy némelyik valóban eredeti darab. A játszhatóságuk is igen hasonlít azokhoz a hangszerekhez, amelyeket képviselniük kellett. Herbert Goodkind a következőket mondta Nemessányi hangszereinek játszhatóságáról: „Vetélkedik bennük a lágyság és az erő, a válaszadás könnyedsége és egyenletessége, amely lehetővé teszi az előadó számára, hogy minőségromlás nélkül hozza létre a dinamikus árnyalatok skáláját a pianissimótól a fortissimóig.”
Heinrich W. Ernst egykor egy Del Gesù tulajdonosa volt, amelynek címkéje „Joseph Guarnerius fecit Cremona 17__” volt. Annak ellenére, hogy méretei és megjelenése megegyezik az eredeti Del Gesùéval, 1860 körül Nemessányi készítette. A "Journal of the Violin Society of America". 1. évf. II. kötet No. 2, cikkben Herbert Goodkind mutatja be.
Nemessányi másolóként a Voller Brothers-hez, Vuillaume-hoz, Lupot-hoz és John Lotthoz hasonlítható.

## Fordítás
Ez a szócikk részben vagy egészben  a   Samuel Nemessányi című angol Wikipédia-szócikk ezen változatának fordításán alapul.  Az eredeti cikk szerkesztőit annak laptörténete sorolja fel. Ez a jelzés csupán a megfogalmazás eredetét és a szerzői jogokat jelzi, nem szolgál a cikkben szereplő információk forrásmegjelöléseként.